# Сад Ивана Фомина
Сад Ива́на Фомина́ — зелёная зона квартала 16А, ограниченного проспектом Просвещения, улицей Есенина, Сиреневым бульваром и улицей Ивана Фомина в Выборгском районе Санкт-Петербурга, место досуга местных жителей.
Здесь проходят организованные районные праздники, пикники, школьные занятия по физкультуре, спортивные мероприятия. Зимой организуются площадки для катания на коньках, вокруг пруда прокладывается лыжня, рыболовы занимаются подлёдным ловом.

## О названии
В честь российского и советского архитектора Ивана Александровича Фомина решением о разбивке парка этой территории присвоено название «Парк имени Ивана Фомина».
В редакции от 08.10.2007 Закона Санкт-Петербурга от 08.10.2007 N 430-85 «О Зелёных насаждениях общего пользования» эта территория названа «сквер на улице Ивана Фомина».
В редакции от 30.06.2010 того же Закона N 430-85 эта территория обозначена как «Сад Ивана Фомина».

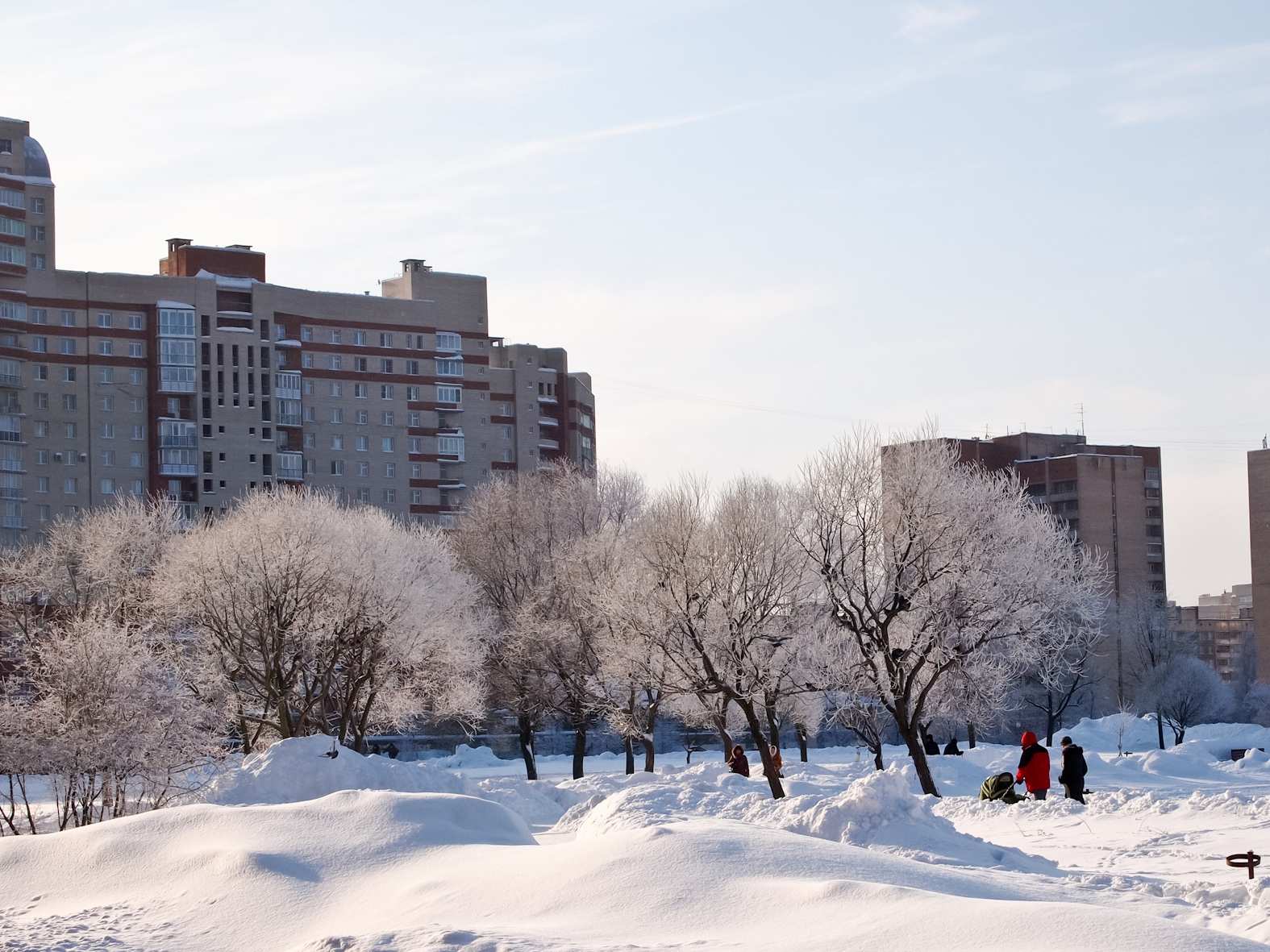
В саду Ивана Фомина зимой (фото 2011 года)

## История
Сад преобразован из сквера вокруг пруда. В 1980-х годах жители окрестных домов сами облагораживали пустырь вокруг пруда — делали дорожки, сажали деревья и кустарники.
Решение о закладке сада принято 27.11.1989 года.
Содержание и уход возложены на ОАО Садово-парковое предприятие «Выборгское».
На 2009-й год под зелёными насаждениями — 23127 м². Деревьев — 435 штук, все деревья молодые, большинство — ценных пород: клён красный, черёмуха, ива белая, ива шаровидная, сосна, лиственница, липа, рябина и другие, кустарников — 2798 штук: парковые розы, спирея различных сортов, дёрен, ирга, арония черноплодная и другие породы.
По случаю 300-летнего юбилея японцы подарили Санкт-Петербургу 1000 саженцев сакуры. Большую часть саженцев разместили в Парке 300-летия Санкт-Петербурга, часть — в Ботаническом саду, остальные расселили по городским садам и паркам, несколько штук посадили и в этом. Саженцы прижились и не один год цвели, пока почти все не пропали из-за строительства Дворца танцевального спорта.
Площадь сада составляет 7,61 га. До принятия Закона Санкт-Петербурга «О внесении изменений в Закон Санкт-Петербурга «О зелёных насаждениях общего пользования» от 30 июня 2010 года площадь сада равнялась 7,93 га. Законом о внесении изменений в Закон Санкт-Петербурга «О ЗНОП» N 410-92 от 30.06.2010, название «Сквер» изменено на «Сад», а площадь уменьшена до 7,64 га. Законом СПб N 69-16 от 19.02.2014 площадь сада уменьшена до 7,61 га.

## Пруд

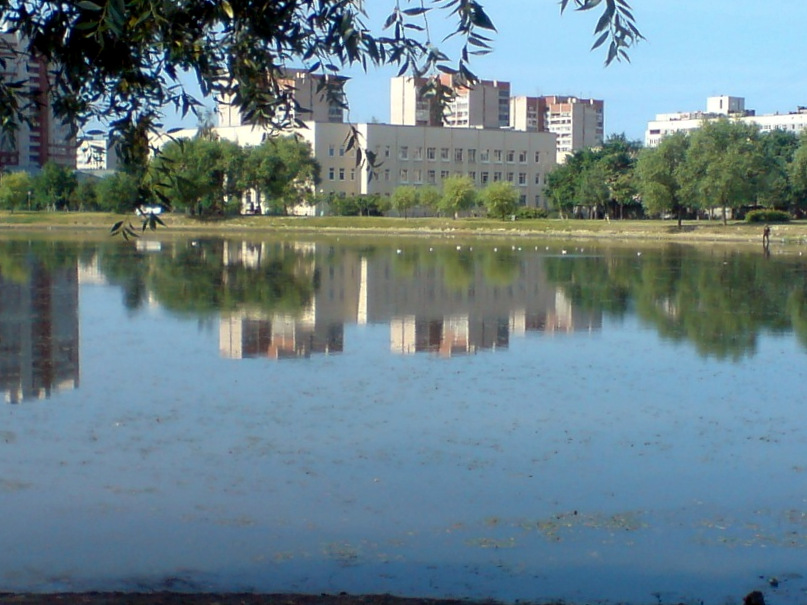
Пруд в саду Ивана Фомина (фото 2011 года)

Центральным объектом сада является пруд № 3132 без названия. Площадь водоёма — 2,3 га; длина — 210 м; максимальная ширина —129 м; преобладающие глубины — 1,1-1,4 м. Водоём — бесточный. Максимальный уровень водоёма — 27,16 м БСВ. Водоохранная зона не устанавливается, береговая полоса — 20 м.
Пруд — это часть гидросистемы Муринского ручья, один из его истоков, что подтверждают карты города начала XX века.
Когда в 1960-е годы началась массовая застройка этого района, строителям пришлось засыпать немало прудов, болот и ручьев. Несколько водоёмов этой гидросистемы, впрочем, уничтожить не удалось. Так, в частности, появилось культурное озерце на улице Ивана Фомина (а также на улице Ольги Форш, во дворе дома на углу Учительской улицы и Светлановского проспекта).
В 1970-е годы предпринималась попытка застроить эту территорию, однако, не сумев справиться с подземными родниковыми водами, в 1980-е годы пруд углубили, почистили, укрепили берега и оставили в покое. В паводок из-за отсутствия нормального стока пруд переполняется.
Пруд является одним из немногих мест регулярного гнездования в Санкт-Петербурге красношейной поганки — вида, занесённого в Красную книгу Санкт-Петербурга и в Красную книгу Российской Федерации.
В пруду растёт редкий вид белых лилий, который практически не встречается в черте города, водится мелкая рыба, перелётные утки выводят своё потомство.

## Постройки
В саду построено несколько голубятен. С советских времен, когда в милиции ещё служили собаки, обустроена кинологическая площадка, которую жители много лет поддерживают своими силами.
Местная администрация активизировала благоустройство этой территории после многочисленных жалоб жителей по поводу палаточного кафе, устроенного в 2006 году на берегу пруда.
В разные годы на территории сада планировалось строительство станции технического обслуживания автомобилей «Москвич», бани, аквапарка, объекта на улице Есенина, многозального кинотеатра, двухъярусной автостоянки, Дворца танцевального спорта. Однако, по разным причинам, в основном из-за протестных выступлений жителей окрестных домов, объединившихся в общественное движение «Сад Ивана Фомина» (название инициативной группы — «Защитим сквер Ивана Фомина», стройки не состоялись.
Территория сада граничит с территориями Детской школы искусств имени Г. В. Свиридова, 59-го отдела полиции, КАС «Есенина».

## Протесты против строительства Дворца танцевального спорта
В 2005 году возникла идея строительства Дворца танцевального спорта в южной части сада.
Эта история активно продолжалась с 2006 по 2011 год и освещалась в средствах массовой информации. Попытки строительства Дворца вызвали возмущение жителей города.
Были вовлечены президент РФ Дмитрий Медведев, полномочный представитель президента РФ в СЗФО Илья Клебанов, правительство РФ, спикер Совета Федерации Сергей Миронов, губернатор Санкт-Петербурга Валентина Матвиенко, вице-губернаторы Алла Манилова и Роман Филимонов, прокуратура Санкт-Петербурга.
В городской и районной администрациях неоднократно обсуждалась тема строительства Дворца.
В многочисленных собраниях, митингах, пикетах у Смольного принимали участие районные, муниципальные чиновники, известные люди города.
Против строительства Дворца собраны тысячи подписей горожан.
В знак поддержки протестующих проводились концерты.
На 40 минут протестующими был перекрыт проспект Просвещения — одна из главных магистралей города.
На стороне борющихся против строительства Дворца выступили представители целого ряда общественных организаций, движений и партий. Оппонентов стройки поддержали активисты Федерации социалистической молодёжи, Движения гражданских инициатив, Левого фронта, движения «Зелёная волна», группы «Сохраним Ленинград», «Полюстрово-43», Комитета единых действий, центра экспертиз ЭКОМ, делегация коммунистов Выборгского района во главе с первым секретарем райкома Валерием Шабаровым. Выразить солидарность с обитателями Просвета приезжали представители Совета инициативных групп Московского и активисты Невского района, столкнувшиеся с такими же проблемами.
После активизации строительных работ в течение двух месяцев горожанами осуществлялось круглосуточное пикетирование стройки.
В итоге постановление правительства Петербурга о проектировании и строительстве Дворца танцевального спорта в зелёной зоне было отменено, строительство прекращено.